# 香西站
香西站（日语：／ Kōzai eki */?）是位於日本香川縣高松市，隸屬於四國旅客鐵道（JR四國）的鐵路車站，車站編號為Y01。本站現時只停靠普通列車，包括每天上下行各1班各站停車的「南風接駁號」。
由於本站的月台長度在設立初期只有兩節，因此大部份列車均不停靠。隨著1967年來往高松站及端岡站的路段複線化，以及後來瀨戶大橋線開通及軌道電化後，站內的設備才得到提昇，而停靠的列車亦有所增加。

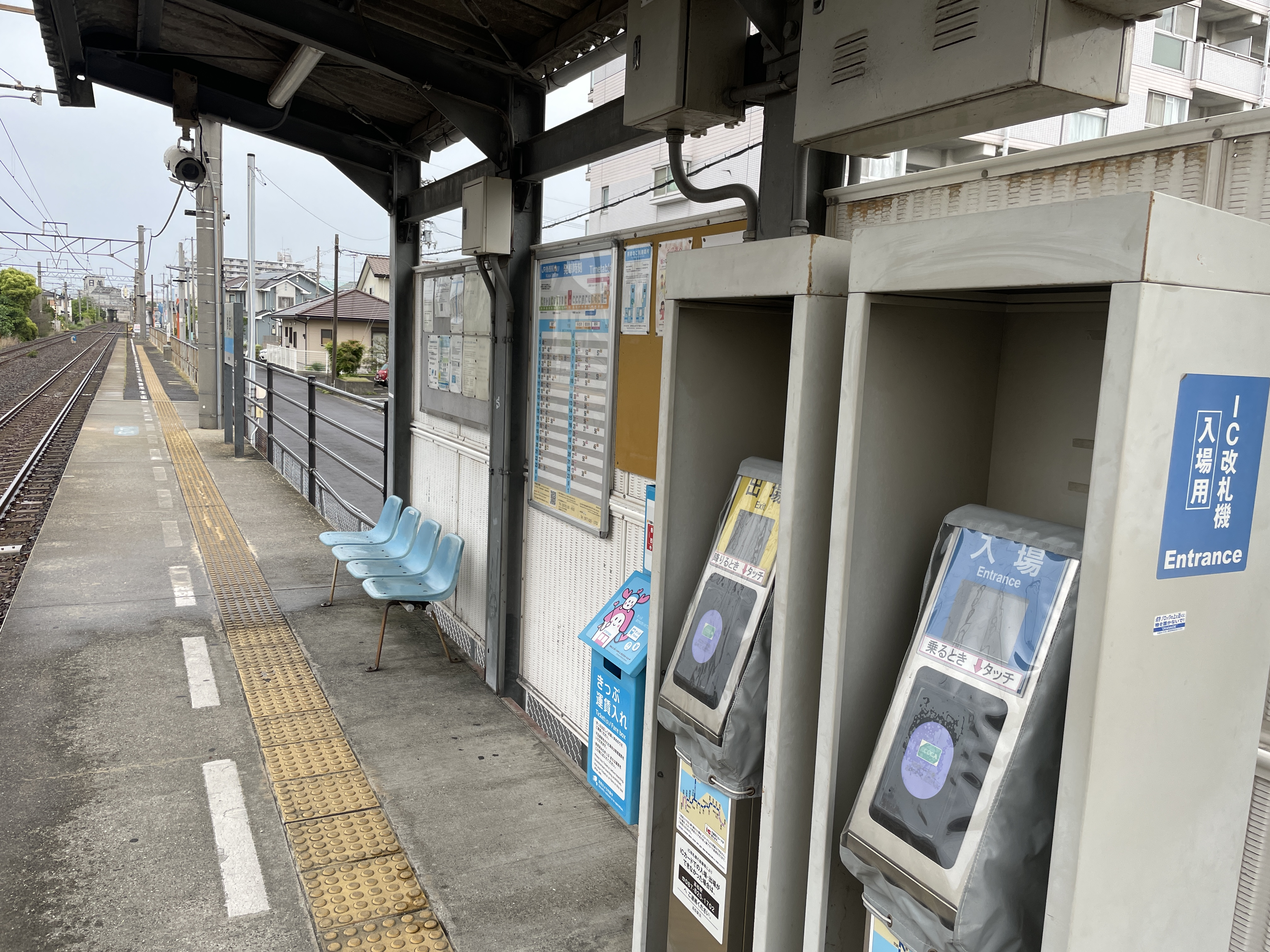
往坂出方向的驗票口（2023年5月）

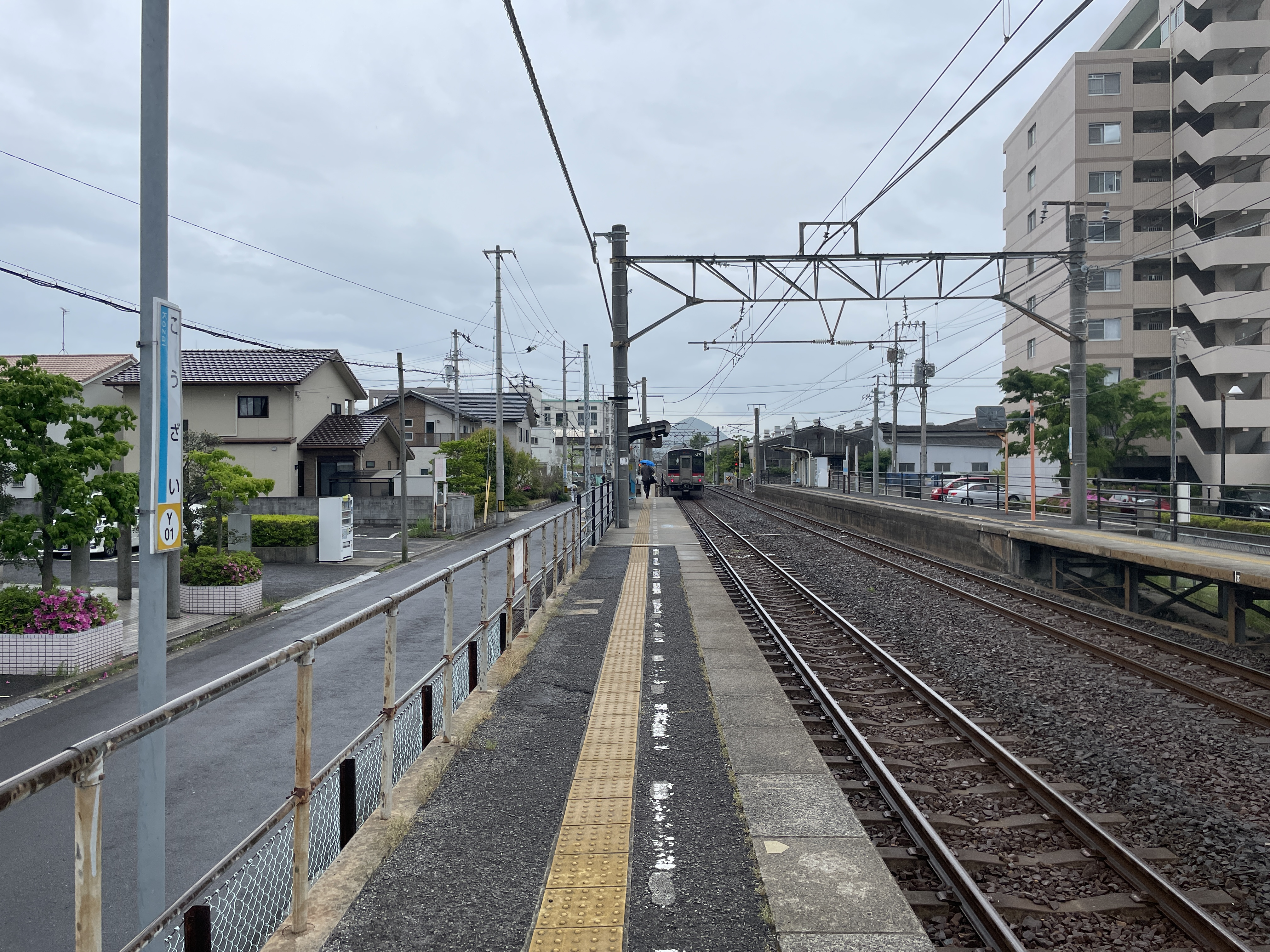
月台（2023年5月）

## 車站構造
本站自開站起均以簡易車站模式營運，一直以來都沒有興建站房。車站出入口位於各月台末端部份，即使複線化後及月台翻新，有關的營運模式並沒有轉變。現時只在往坂出站方向的月台上設有自動售票機，而兩邊月台間的連接，則由車站外面的平交道負責。
站內設有2座側式月台，並提供2線2面的配置。月台編號並沒有直接的顯示於月台或候車亭上，而只顯示於各月台上的時間表及自動售票機上，其中往高松方向為1號月台，往坂出方向為2號月台。各月台於出入口皆為無障礙斜道，到達月台後均設有蓋候車亭及坐椅。月台有效長度為4輛，但5輛長度的列車亦可靠泊，在這情況下，向坂出方向的1輛列車將不會開門。

### 月台配置
| 月台 | 路線    | 方向 | 目的地                   |
| ---- | ------- | ---- | ------------------------ |
| 1    | ■予讚線 | 上行 | 高松方向                 |
| 2    | ■予讚線 | 下行 | 多度津、觀音寺、琴平方向 |

## 歷史
- 1952年1月27日：開業[4]。
- 1987年4月1日：日本國鐵分割民營化，車站的營運由JR四國繼承。
- 2014年3月1日：可以使用「ICOCA」[5]。增設對應ICOCA的簡易式出、入閘專用拍卡器。

## 使用情況
1日平均上車人次如下。
| 上車人次推移 | 上車人次推移 |
| 年度         | 1日平均人數  |
| ------------ | ------------ |
| 2008         | 443          |
| 2009         | 435          |
| 2010         | 446          |
| 2011         | 442          |
| 2012         | 457          |
| 2013         | 473          |
| 2014         | 474          |

## 相鄰車站
四國旅客鐵道（JR四國）
■予讚線
■快速「Marine Liner」、■快速「Sunport」
通過
■普通
高松（Y00）－香西（Y01）－（高松貨物總站）－鬼無（Y02）